# Pachystachys spicata
Pachystachys spicata är en akantusväxtart som först beskrevs av Hipólito Ruiz López och Pav., och fick sitt nu gällande namn av D.C. Wasshausen. Pachystachys spicata ingår i släktet Pachystachys och familjen akantusväxter. Inga underarter finns listade i Catalogue of Life.